# Heteronymphon ponsitor
Heteronymphon ponsitor är en havsspindelart som beskrevs av Child, C.A. 1982. Heteronymphon ponsitor ingår i släktet Heteronymphon och familjen Nymphonidae. Inga underarter finns listade i Catalogue of Life.